# Christopher Gattelli
Christopher Gattelli (Bristol, ...) è un ballerino e coreografo statunitense.

## Biografia
Christopher Gattelli fece il suo debutto a Broadway negli anni novanta nel musical Cats, in cui danzava nel ruolo di Pouncival ed era il sostituto per il ruolo principale di Mister Mistoffelees. Nel 1995 tornò a Broadway con il musical Premio Pulitzer How to Succeed in Business Without Really Trying con Matthew Broderick, mentre nel 1999 danzò ancora a Broadway nella rivista Fosse.
Dopo aver coreografo e diretto adattamenti concertistici dei musical Chess (2003) e Hair (2004), nel 2006 fece il suo debutto a Broadway come coreografo curando le coreografie dello spettacolo Martin Short: Fame Becomes Me. Da allora ha coreografato oltre una dozzina di musical ed opere teatrali a Broadway, tra cui The Ritz (2007), Sunday in the Park with George (2008), South Pacific (2008), 13 (2008) Newsies (2012), Casa Valentina (2014), The King and I (2015), War Paint (2017), SpongeBob SquarePants (2017) e My Fair Lady (2018).
Per le sue coreografie dei musical South Pacific, The King and I, My Fair Lady e SpongeBob SquarePants è stato candidato ai Tony Award per la miglior coreografia, premio che ha vinto nel 2012 per Newsies, che gli è valso anche il Drama Desk Award. Attivo anche in campo cinematografico, nel 2023 ha curato le coreografie del film Wonka.

## Vita privata
Gattelli è dichiaratamente gay.

## Teatro (parziale)

### Allestimento scenico
- Sunday in the Park with George, regia di Sam Buntrock, Studio 54, New York (2008)
- South Pacific, regia di Bartlett Sher, Vivian Beaumont Theatre, New York (2008-2010)

### Ballerino
- Cats, regia di Trevor Nunn, Winter Garden Theatre, New York (1982-2000) - ballerino
- How to Succeed in Business Without Really Trying, regia di Des McAnuff, Richard Rodgers Theatre, New York (1995-1996)
- Fosse, regia di Richard Maltby Jr., Broadhurst Theatre, New York (1999-2001)

### Coreografo
- Chess (2003)
- Hair (2004)
- High Fidelity, regia di Adam Ben-David, Imperial Theatre, New York (2006)
- Martin Short: Fame Becomes Me, regia di Scott Wittman, Bernard B. Jacobs Theatre, New York (2006-2007)
- The Ritz, regia di Joe Mantello, Studio 54, New York (2007)
- 13, regia di Jeremy Sams, Bernard B. Jacobs Theatre, New York (2008-2009)
- Women on the Verge of a Nervous Breakdown, regia di Bartlett Sher, Belasco Theatre, New York (2010-2011)
- Godspell, regia di Daniel Goldstein, Circle in the Square Theatre, New York (2011-2012)
- Newsies, regia di Jeff Calhoun, Nederlander Theatre, New York (2012-2014)
- Casa Valentina, regia di Joe Mantello, Samuel J. Friedman Theatre, New York (2014)
- Amazing Grace, regia di Gabriel Barre, Nederlander Theatre, New York (2015)
- The King and I, regia di Bartlett Sher, Vivian Beaumont Theatre (2015-2016)
- War Paint, regia di Michael Greif, Nederlander Theatre, New York (2017)
- SpongeBob SquarePants, regia di Tina Landau, Palace Theatre, New York (2017)
- My Fair Lady, regia di Bartlett Sher, Vivian Beaumont Theatre, New York (2018-2019)
- The Cher Show, regia di Jason Moore, Neil Simon Theatre, New York (2018-2019)

## Riconoscimenti
- Drama Desk Award
  - 2012 - Miglior coreografia per Newsies'[4]
  - 2018 - Candidatura al Premio The LaDuca per la miglior coreografia per SpongeBob SquarePants[7]
- Tony Award
  - 2008 - Candidatura alla miglior coreografia per South Pacific
  - 2012 - Miglior coreografia per Newsies[3]
  - 2015 - Candidatura alla miglior coreografia per The King and I
  - 2018 - Candidatura alla miglior coreografia per SpongeBob SquarePants
  - 2025 - Candidatura alla miglior coreografia per Death Becomes Her
  - 2025 - Candidatura alla miglior regia di un musical per Death Becomes Her